# آکرله-اوگونسیجی

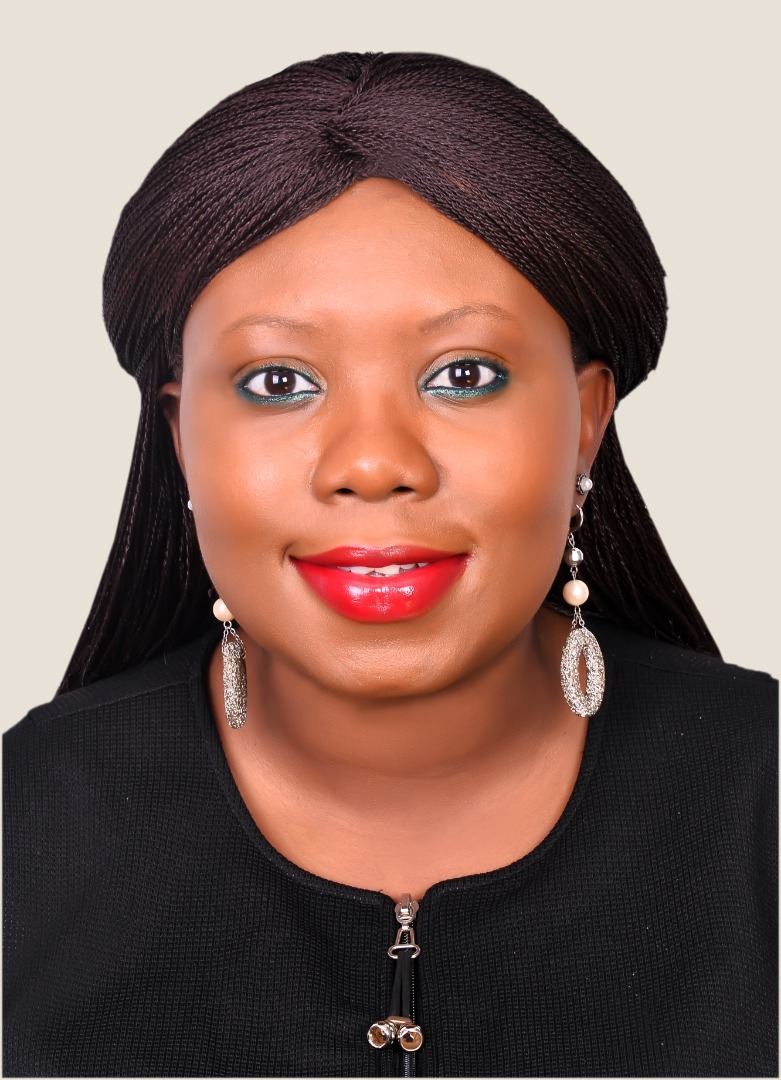

آکرله-اوگونسیجی (متولد Oluwatoyosi Akerele، ۸ نوامبر ۱۹۸۳) یک کارآفرین اجتماعی و متخصص توسعه انسانی نیجریه ای است که کارش شامل کارآفرینی، آموزش، توسعه جوانان و رهبری عمومی می‌شود. او بنیانگذار و مدیر اجرایی Rise Networks است، یک شرکت اجتماعی در نیجریه که از طریق بخش خصوصی و دولتی سرمایه‌گذاری می‌شود.
آکرله-اوگونسیجی در خانواده جیمز آیودل و فلیسیا موپلولا آکرله در ایالت لاگوس، نیجریه به دنیا آمد. او در آوریل ۲۰۰۷ موفق به اخذ درجه دوم در رشته حقوق مدنی از دانشگاه جوس شد. آکرله-اوگونسیجی یک همکار میسون و فارغ‌التحصیل رشته مدرسه حکومت جان اف. کندی دانشگاه هاروارد است.